# Mogens Haastrup
Mogens Haastrup (* 28. června 1939) je bývalý dánský fotbalista. Svou hráčskou kariéru strávil v dánských klubech Svendborg fB a Boldklubben 1909 (zkráceně B 1909). V roce 1963 byl nejlepším střelcem dánské fotbalové ligy (21 gólů).

## Reprezentační kariéra
Haastrup nastoupil ve dvou zápasech za dánský reprezentační B-tým a podařilo se mu vstřelit jednu branku.
V A týmu Dánska zažil debut 3. června 1970 v utkání s Finskem (remíza 1:1). Poté nastoupil ještě 25. listopadu téhož roku k utkání s Belgií (prohra 0:2). Střelecky se neprosadil.